# 孺人

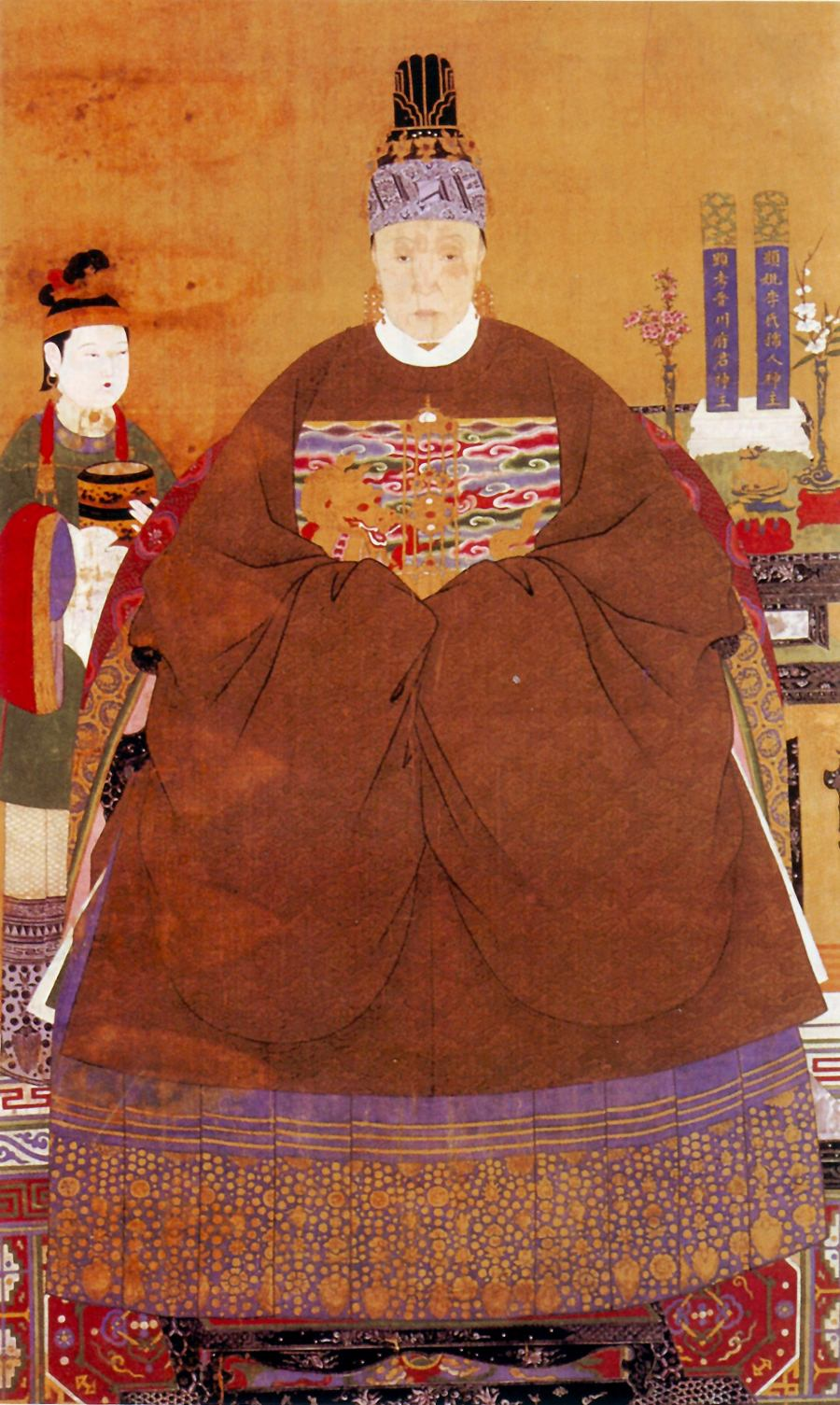
明代李孺人像

孺人，中国、越南古代女性位号。先秦時期称大夫之妻。

## 中國
唐朝孺人是太子宫中的妾室，得名於汉朝的孺子。如唐睿宗的崔孺人生岐王、惠文太子李范。唐德宗庄宪皇后原为孺人。
宋徽宗政和二年（1112年），改定为外命妇名号，封通直郎以上、朝奉郎以下官员之妻。南宋時，開科以來首位女性應試者林幼玉封為孺人。金朝设置，承安二年（1197年）改原来親王的次室位号王夫人为孺人。明朝封七品官员之妻，因子孙得封之人称为太孺人。清初为命妇的最低封号。七品官的妻子封为孺人，八九品官之母可封为八品孺人。明清時一些六品以上官員之側室有時也會獲封為孺人。

## 朝鮮
朝鮮王朝規定正九品及從九品官員之妻封孺人。

## 越南
後黎朝時期仿效明代制度制定外命婦名號，封七品官員之妻為孺人，阮朝沿用。

## 尊稱用法
至今一些大宗族仍然把先母、先祖母等尊稱為孺人，並刻於墓碑和神主牌，但不是正式的封號。